# Mefenesina
Mefenesina é um composto orgânico cuja ação central como fármaco é ser um relaxante muscular. Ele pode ser utilizado como um antídoto para o envenenamento por estricnina. Mefenesina no entanto apresenta-se como principais desvantagens ter uma curta duração de ação e um efeito muito maior sobre a medula espinhal do que sobre o cérebro, resultando em depressão respiratória acentuada em doses clínicas e por isso tem índice terapêutico muito baixo. É especialmente perigoso e potencialmente fatal em combinação com o álcool e outros depressores.